# الستاگورنا
الستاگورنا (به سوئدی: Alstugorna) یک منطقهٔ مسکونی در سوئد است که در Karlskrona Municipality واقع شده‌است.